# Emma Johnston
Emma Johnston (1973) és una ecòloga marina i ecotoxicòloga australiana. És professora a la Universitat de Nova Gal·les del Sud, on encapçala el Grup d'Estudis Subtidal Ecology & Ecotoxicology. Johnston és Directora inaugural del Programa de Recerca del Port de Sydney a l'Institut de Ciència Marina de Sídney. És també un membre d'estudis del Consell Australià de Recerca.
El seu focus de recerques són els impactes de les activitats humanes i els efectes de la pol·lució en la vida marina. Actua majorment investigant a camp, sovint en el Port de Sídney. L'any 2014, Johnston havia publicat més de 80 articles revisats per àrbitres.

## Infància i estudis
Nascuda el 1973, amb tots dos pares científics en aquell temps, Johnston va estudiar física i química en instituts de biologia. Els consells d'orientació vocacional per Johnston eren per fer lleis o medicina. Així i tot, sent una marinera entusiasta des d'edat molt jove es va interessar en la vida aquàtica, decidint centrar-se en biologia en el seu grau de Bachelor de Ciència per la Universitat de Melbourne, el qual va completar en 1998 amb honors de 1ª classe. Va completar el PhD en ecologia marina l'any 2002 per la Universitat de Melbourne sota supervisió de Mick Keough.
Es va unir a UNSW com una conferenciant associada l'any 2001 i és ara professora a l'Escola de Biologia, Terra i Ciències ambientals.

## Carrera

### Recerques
Entre les seves troballes de recerca significatives hi ha el descobriment de quins tòxics contaminants faciliten la invasió de les costes per espècies no indígenes. Alguns dels seus temes de recerca inclouen: determinant els conductors importants de bioinvasors marins, la vulnerabilitat de comunitats marines antàrtiques, i en el desenvolupament de noves tècniques de biomonitoreig i informació, a més del desenvolupament d'una administració eficaç de la biodiversitat en els sistemes d'estuaris australians.

### Altres activitats
Johnston és copresentadora del Foxtel/BBC, sèrie televisiva de la Coast Austràlia. També llança un projecte en un creuer des del Port de Sydney anomenat Underwater Secrets' – Sydney Harbour Revealed, que se centra en la recerca científica sobre la via aquàtica.

## Premis
Els estudis de Johnston han rebut el premi NSW del 2012 a la categoria de Ciència i d'Enginyeria i l'any 2014 va guanyar la Medalla per a Dones en Ciència de l'Acadèmia australiana inaugural de Ciència Nancy Willis. Aquesta medalla va estar entregada a Johnston en el Shine Domo el 28 de maig en 2014. L'any 2007 va guanyar de l'Institut australià el premi deTall Poppy Award de política i ciència pels seus estudis als efectes contaminants que una espècie introduïda pot donar en espècies marines australianes.